# Eisgalgen
Ein Eisgalgen ist ein Holz- oder Stahlgerüst, auf dem bei Frosttemperaturen Wasser zu Eiszapfen gefrieren kann. Sie dienten der Gewinnung von Eisstangen vor der Einführung künstlicher Kühlsysteme.

## Technik der Eisgewinnung
Bei Lufttemperaturen unter −3 °C wird Brunnen- oder Quellwasser mit Brausen  mit Wasserleitungen über ein Gerüst verteilt, so dass die durchfließende Menge sicher sofort zu Eiszapfen wächst und nicht den Boden erreicht. Um eine ausreichend dimensionierte Fläche zu erreichen, an denen die Zapfen anfangen können zu wachsen, werden in das Gerüst Holzstangen oder viele Querbalken gelegt, welche stark genug sind, der dauernden Belastung durch das Gewicht zu widerstehen.
An den regional verschieden häufigen Eistagen wurden hier Eiszapfen bis zu mehreren Metern Länge hergestellt, mit Eisschlegeln abgeschlagen und mit Karren, Loren oder auf Rutschen in einen dicht daneben gelegenen Eiskeller befördert. Der Ertrag ist von der Größe des Eisgalgens abhängig, in einer Ulmer Brauerei „erntet“ man heute noch bis zu 100 Kubikmeter Eis in einer ausreichend kalten Woche.

## Vorteile gegenüber älteren Verfahren der Natureisgewinnung
- Eine solche Vorrichtung für die Eisproduktion macht den Standort unabhängig von einem nahe gelegenen Gewässer, wie etwa einem  Eisweiher.
- Der Produzent besitzt die Kontrolle über die Wasserqualität

## Anwender
Insbesondere Brauereien, die sowohl beim Brauvorgang zur Kühlung der Gärbottiche als auch bei der Lagerung des Bieres in Bierkellern auf niedrige Temperaturen angewiesen waren, verwendeten vor Einführung der künstlichen Eisherstellung mit Kältemaschinen, neben natürlich entstandenen Eisblöcken, die auf zugefrorenen Gewässern gewonnen wurden, auch Eisstangen, die an Eisgalgen hergestellt wurden.
Aber auch Krankenhäuser, Gaststätten, Hotels und Sanatorien und Betriebe im Lebensmittelgewerbe bedienten sich dieser Technik für die Bereitstellung des Eises ihrer Kühlhäuser, Eiskeller und kleineren Eisgruben. Bis weit in die 1960er Jahre sind solche Anlagen in Betrieb gewesen und vereinzelt pflegen kleine Brauereien dieses Verfahren bis heute.